# Huichang
Huichang, tidigare romaniserat Hweichang, är ett härad som lyder under Ganzhous stad på prefekturnivå i Jiangxi-provinsen i södra Kina. Häradet är beläget på gränsen till Fujian-provinsen och har en stor befolkning av hakka och she.
Åren 1931-35 kontrollerades häradet Huichang av den Kinesiska sovjetrepubliken. Mao Zedong tillägnade en av sina 38 officiellt publicerade dikter till Huichang, vilken skall ha skrivits kring år 1934.